# Schlemm-Kanal
Der nach seinem Entdecker, dem deutschen Arzt und Anatom Friedrich Schlemm, benannte Schlemm-Kanal (auch: Schlemm’scher Kanal, Sinus venosus sclerae, Plexus venosus sclerae) ist ein ringförmig verlaufendes Sammelrohr im Auge. Er befindet sich im skleralen Anteil des Kammerwinkels (Iridokornealwinkel) und bildet den zentralen Abflussweg für das Kammerwasser. Über zahlreiche kleine Abflusskanälchen bestehen Verbindungen zu episkleralen Venen. Der Kanal selbst ist endothelbekleidet, jedoch kein Blutgefäß. Zwischen Schlemm-Kanal und vorderem Augenwinkel steht ein engmaschiges Geflecht, das Trabekelwerk, durch dessen Spalträume (Fontana-Räume oder Spatia anguli iridocornealis) das Kammerwasser in den Kanal abfließen kann.
Die Regulierung des Augeninnendrucks ergibt sich aus dem Verhältnis von Kammerwasserproduktion zu dessen Abfluss, der durch den Widerstand des Trabekelwerkes geregelt wird. Ist dieser nicht gewährleistet oder gestört, kann es zu einer Erhöhung des Augeninnendrucks kommen, was zum Grünen Star  (Glaukom) führen kann. Der erhöhte Druck im Augeninnern kann den Sehnervenkopf schädigen und zur Erblindung des Patienten führen.